# Tyszkiewicz
Tyszkiewicz är en polsk-litauisk adelsätt.

## Medlemmar av ätten
- Eustachy Tyszkiewicz
- Konstanty Tyszkiewicz
- Ludwik Tyszkiewicz
- Anna Potocka